# Ryota Nagaki
Ryota Nagaki (永木 亮太, Nagaki Ryota, Yokohama, 4 juni 1988) is een Japans voetballer die als middenvelder speelt bij Kashima Antlers.

## Clubcarrière
Ryota Nagaki begon zijn carrière bij Shonan Bellmare in 2010. In 6 jaar speelde hij er 184 competitiewedstrijden. In 2016 tekende Ryota Nagaki een contract bij Kashima Antlers.

## Japans voetbalelftal
Ryota Nagaki maakte op 11 november 2016 zijn debuut in het Japans voetbalelftal tijdens een vriendschappelijke wedstrijd tegen Oman.

## Statistieken
| Japans voetbalelftal | Japans voetbalelftal | Japans voetbalelftal |
| Jaar                 | Wed.                 | Dlp.                 |
| -------------------- | -------------------- | -------------------- |
| 2016                 | 1                    | 0                    |
| Totaal               | 1                    | 0                    |